# كوبورغ

كوبورغ (بالألمانية: Coburg)، مدينة ألمانية تقع في أقصى شمال ولاية بافاريا ضمن منطقة فرنكونيا وفي المنطقة الإدارية فرنكونيا العليا (Oberfranken)، تقع عاى نهر إتس، ويبلغ عدد سكانها 42.257 نسمة.
قبل عام 1918 كانت أكبر عاصمتي دوقية متحدة تدعى ساكسونيا-كوبورغ-غوتا.
يوجد بها جامعة كوبورغ التقنية وأكبر شركات التأمين في ألمانية هوك كوبورغ HUK-Coburg ويوجد بها أيظاً ثاني أكبر قلعة ألمانية (فيستا كوبورغ)

## توأمة
لكوبورغ اتفاقيات توأمة مع كل من:
- وايت (1983 - )
- اودانارد منذ (1972 - )
- نيور (1974 - )
- كوبورغ (1997 - )
- Gais, South Tyrol [الإنجليزية]‏ منذ (1977 - )
- غاردين سيتي (1951 - )

## أعلام
- ألبرشت، دوق ساكس كوبورغ
- فرديناند الأول ملك بلغاريا
- أوغستا من رويس-إبرسدورف
- تشارلز إدوارد دوق ألباني وساكس كوبورج وغوتا
- ليوبولد الأول ملك بلجيكا
- هانز مورغنثاو
- يوهان كازيمير، دوق ساكس كوبورغ
- فيكتوريا من ساكس-كوبرغ-زالفلد
- ماريا أنطونيا كوهاري دي تشابراغ
- ألفريد دوق ساكس كوبورغ وغوتا
- ألفريد هيراداتيري أمير ساكس كوبورج وغوتا
- إرنست الأول، دوق ساكس-كوبرغ وغوتا
- إرنست الثاني، دوق ساكس-كوبرغ وغوتا
- صوفي أنطوانيت من براونشفايغ-فولفنبوتل